# Acacia jacquemontii
Acacia jacquemontii är en ärtväxtart som beskrevs av George Bentham. Acacia jacquemontii ingår i släktet akacior, och familjen ärtväxter. Inga underarter finns listade i Catalogue of Life.

## Bildgalleri

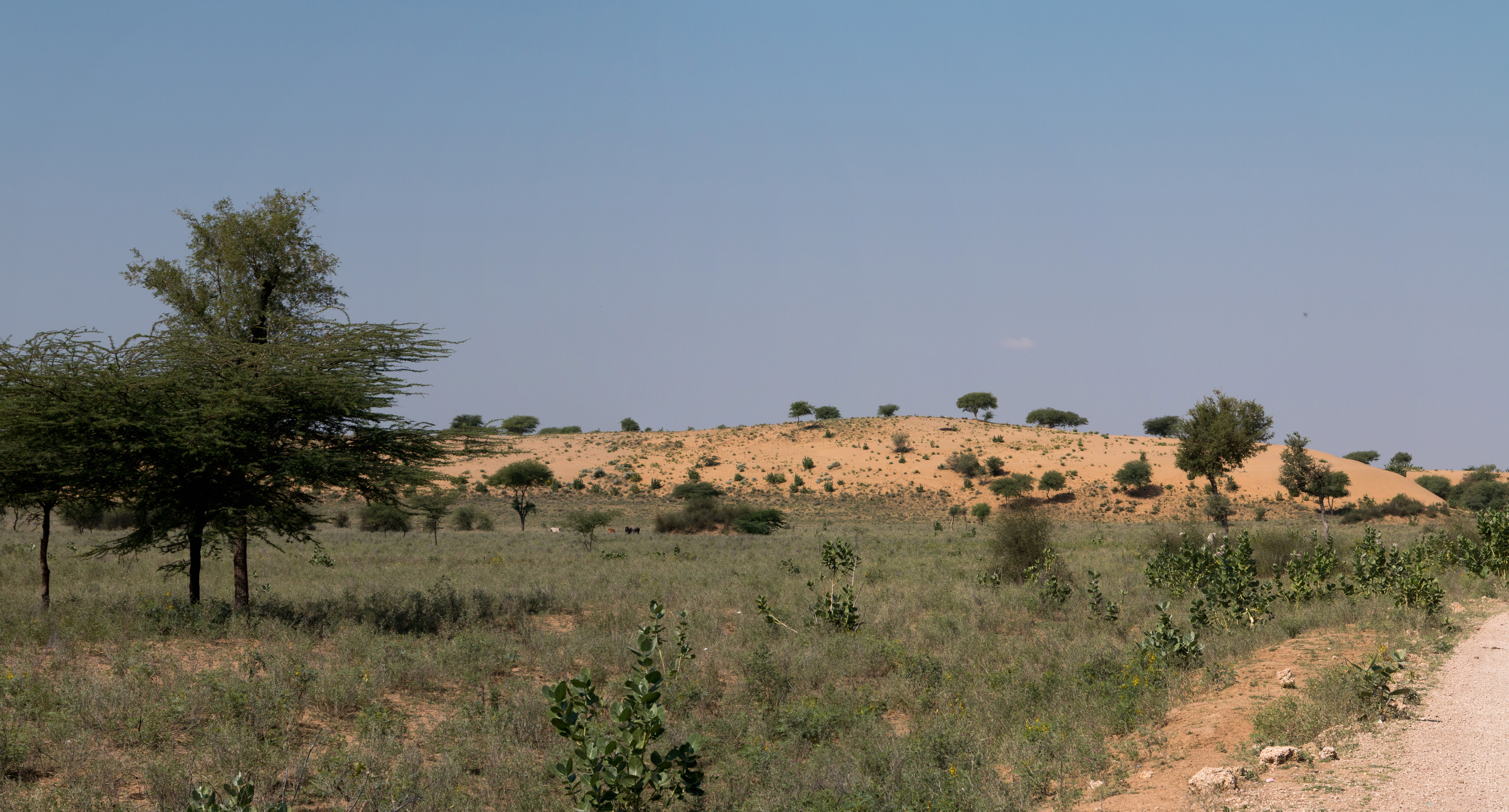
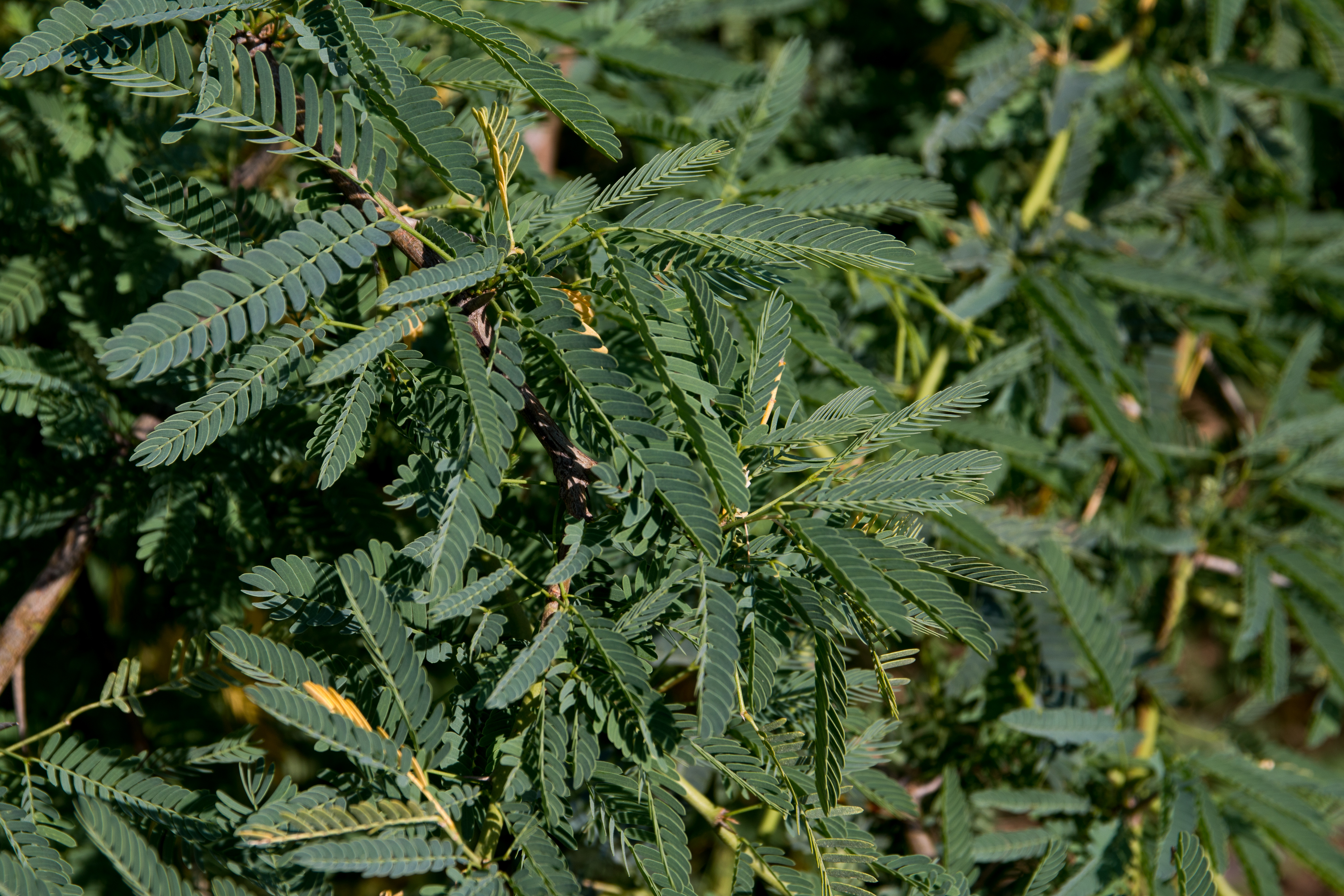